# Hans Reichenbach (Mikrobiologe)
Hans Reichenbach (* 10. Oktober 1936 in Karlsruhe; † 2. November 2018 in Wolfenbüttel) war ein deutscher Mikrobiologe und Naturstoff-Biologe.

## Leben und Wirken

Strukturformel für Epothilon A bzw. B

Reichenbach studierte Biologie, Chemie und Geographie in Karlsruhe, Kiel, München und Freiburg. 1961 erwarb er in Freiburg das Staatsexamen, 1965 promovierte er in Karlsruhe. Als Postdoktorand arbeitete er von 1966 bis 1968 bei M. Dworkin in Minneapolis, Minnesota und in Morgantown. Von 1968 bis 1975 war er Wissenschaftlicher Assistent bei Gerhart Drews an der Albert-Ludwigs-Universität Freiburg, wo Reichenbach 1971 in Allgemeiner Mikrobiologie habilitierte.
Seit 1975 war Reichenbach bei der Gesellschaft für Biotechnologische Forschung in Braunschweig beschäftigt (heute Helmholtz-Zentrum für Infektionsforschung). Dort war er bis 1984 Leiter der Abteilung für Mikrobiologie, ab 1994 der Abteilung für Biologie der Naturstoffe. Seit 1976 war er außerplanmäßiger Professor an der Universität Braunschweig. 2001 ging er in den Ruhestand.
Reichenbach beschrieb verschiedene Taxa, darunter die Flavobacteriaceae, Cytophaga aprica und Flexibacter elegans.
Gemeinsam mit Gerhard Höfle untersuchte er systematisch Sekundärmetabolite zahlreicher Bakterien, unter anderem von Myxobakterien. Dabei entdeckte er in dem Myxobakterium Sorangium cellulosum das erste Epothilon, eine Substanz aus einer Gruppe von 16-gliedrigen Macrolactonen. Die Substanzklasse hat eine zu Paclitaxel analoge Wirkung auf Tumorzellen, weshalb sie in der Krebsforschung und Krebstherapie eingesetzt wird.

## Veröffentlichungen
- The Flavobacterium-Cytophaga group, Gesellschaft für Biotechnologische Forschung (Herausgeber), Weinheim, Verlag Chemie 1981
- In Encyclopaedia Cinematographica: E 777: Archangium violaceum (Myxebacteriales) – Schwarmentwicklung und Bildung von Protocysten, Göttingen 1968, Institut für wissenschaftlichen Film

## Auszeichnungen (Auswahl)
- 2000 Bergey Medal[5]
- 2004 Karl Heinz Beckurts-Preis (gemeinsam mit Gerhard Höfle)[6][7]
- 2006 Inhoffen-Medaille des Helmholtz-Zentrum für Infektionsforschung[Anm. 1] (gemeinsam mit Gerhard Höfle)[8]

1. ↑  Nicht zu verwechseln mit dem Hans-Herloff-Inhoffen-Preis der Gesellschaft Deutscher Chemiker.